# Haplostylus udrescui
Haplostylus udrescui är en kräftdjursart som beskrevs av Greenwood et al. 1991. Haplostylus udrescui ingår i släktet Haplostylus och familjen Mysidae. Inga underarter finns listade i Catalogue of Life.